# Tavey
Tavey est une ancienne commune française située dans le département de la Haute-Saône, en région Bourgogne-Franche-Comté.
Le 1er janvier 2019, elle fusionne avec Héricourt pour former une commune nouvelle dont elle devient une commune déléguée.

## Histoire
Tavey a longtemps appartenu à l'abbaye de Lure, puis une petite partie au comté de Montbéliard et à la seigneurie d'Héricourt.
À la réforme luthérienne d'Héricourt en 1565, le village se scinda en deux. Les sujets du seigneur d'Héricourt devinrent protestants tandis que ceux soumis à l'abbaye restèrent catholiques. Les deux cultes étaient célébrés dans le même lieu, ce qu'on appelle le simultaneum. Supprimé après la conquête française, ce système a été de nouveau imposé en 1798, et fonctionnera jusqu'en 1910.
Pendant la bataille de la Lizaine du 15 au 18 janvier 1871, Tavey était en arrière du dispositif de l'armée de l'Est menée par le général Bourbaki. Les attaques menées en direction de Saint-Valbert contre les Prussiens échouèrent.
Le 1er janvier 2019, Tavey forme une commune nouvelle avec la ville voisine d'Héricourt et devient une commune déléguée.

## Politique et administration

### Rattachements administratifs et électoraux
Tavey fait partie de l'arrondissement de Lure du département de la Haute-Saône, en région Bourgogne-Franche-Comté.
La commune faisait historiquement partie depuis la Révolution française du canton d'Héricourt. Celui-ci a été scindé en 1985 et la commune intégrée au canton d'Héricourt-Ouest. Dans le cadre du redécoupage cantonal de 2014, la commune est rattachée au canton d'Héricourt-2.

### Intercommunalité
Du 1er janvier 2001 au 31 décembre 2018, la commune était membre de la communauté de communes du Pays d'Héricourt.

### Liste des maires
| Période                                  | Période                            | Identité       | Étiquette | Qualité                                                                                |
| ---------------------------------------- | ---------------------------------- | -------------- | --------- | -------------------------------------------------------------------------------------- |
| Les données manquantes sont à compléter. |                                    |                |           |                                                                                        |
| avant 1988                               | ?                                  | Guy Courroy    |           |                                                                                        |
| mars 2001                                | janvier 2019 (fusion des communes) | Gérard Clément |           | Vice-président de la CC du Pays d'Héricourt (2014-2020) Réélu pour le mandat 2014-2020 |

| Période      | Période      | Identité            | Étiquette | Qualité |
| ------------ | ------------ | ------------------- | --------- | ------- |
| janvier 2019 | juillet 2020 | Gérard Clément      |           |         |
| juillet 2020 | En cours     | Christophe Vaillant |           |         |

## Démographie
L'évolution du nombre d'habitants est connue à travers les recensements de la population effectués dans la commune depuis 1793. Pour les communes de moins de 10 000 habitants, une enquête de recensement portant sur toute la population est réalisée tous les cinq ans, les populations de référence des années intermédiaires étant quant à elles estimées par interpolation ou extrapolation. Pour la commune, le premier recensement exhaustif entrant dans le cadre du nouveau dispositif a été réalisé en 2007.

En 2016, la commune comptait 504 habitants, en évolution de +11,26 % par rapport à 2010 (Haute-Saône : −1,4 %, France hors Mayotte : +2,11 %).
| 1793 | 1800 | 1806 | 1821 | 1831 | 1836 | 1841 | 1846 | 1851 |
| ---- | ---- | ---- | ---- | ---- | ---- | ---- | ---- | ---- |
| 189  | 178  | 219  | 234  | 223  | 258  | 237  | 216  | 214  |

| 1856 | 1861 | 1866 | 1872 | 1876 | 1881 | 1886 | 1891 | 1896 |
| ---- | ---- | ---- | ---- | ---- | ---- | ---- | ---- | ---- |
| 233  | 248  | 224  | 193  | 205  | 207  | 212  | 218  | 230  |

| 1901 | 1906 | 1911 | 1921 | 1926 | 1931 | 1936 | 1946 | 1954 |
| ---- | ---- | ---- | ---- | ---- | ---- | ---- | ---- | ---- |
| 248  | 254  | 275  | 227  | 231  | 233  | 200  | 183  | 203  |

| 1962 | 1968 | 1975 | 1982 | 1990 | 1999 | 2006 | 2007 | 2012 |
| ---- | ---- | ---- | ---- | ---- | ---- | ---- | ---- | ---- |
| 215  | 250  | 275  | 360  | 337  | 330  | 394  | 403  | 488  |

| 2016 | - | - | - | - | - | - | - | - |
| ---- | - | - | - | - | - | - | - | - |
| 504  | - | - | - | - | - | - | - | - |

## Culture locale et patrimoine

### Lieux et monuments
- Édifiée en 1910, l'église Saint-Germain a été endommagée par des bombardements au cours de la Seconde Guerre mondiale, elle sera reconstruite en 1950 avant d'être désacralisée en juin 2015, du fait de la raréfaction des fidèles, et de la proximité avec l'église d'Héricourt. Elle n'est donc plus un lieu de culte mais une habitation privée[9].
- Le temple, ancienne église catholique, qui a servi simultanément aux deux cultes. Le clocher a été refait en 1727.
- La croix au centre du village. Elle porte la date de « l'an quatre de la liberté » et l'inscription IHS (Jésus sauveur des Hommes). Elle aurait été érigée en souvenirs des martyrs de la Révolution.
- Les fontaines et maisons anciennes.

Les églises de Tavey.
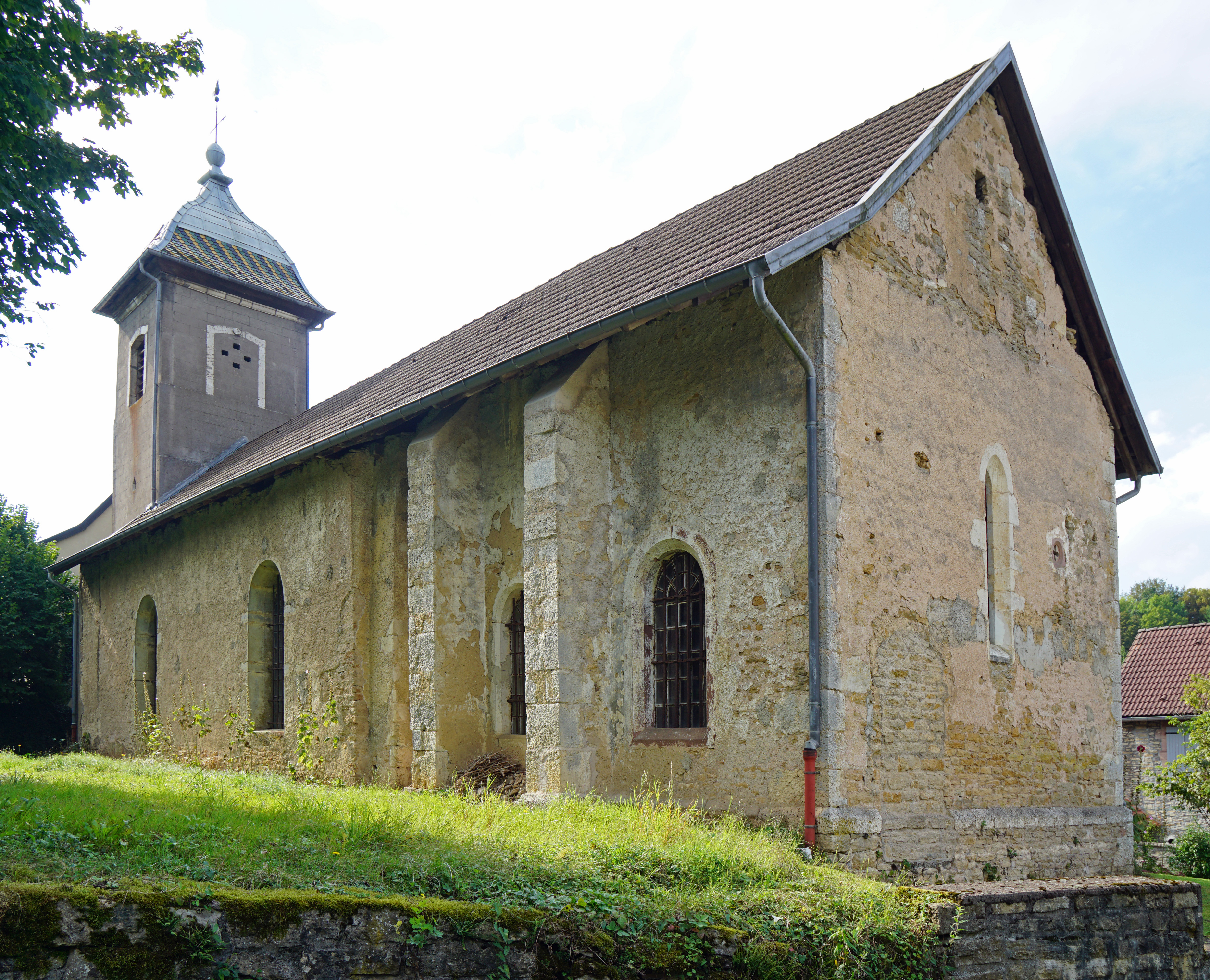
Temple protestant.
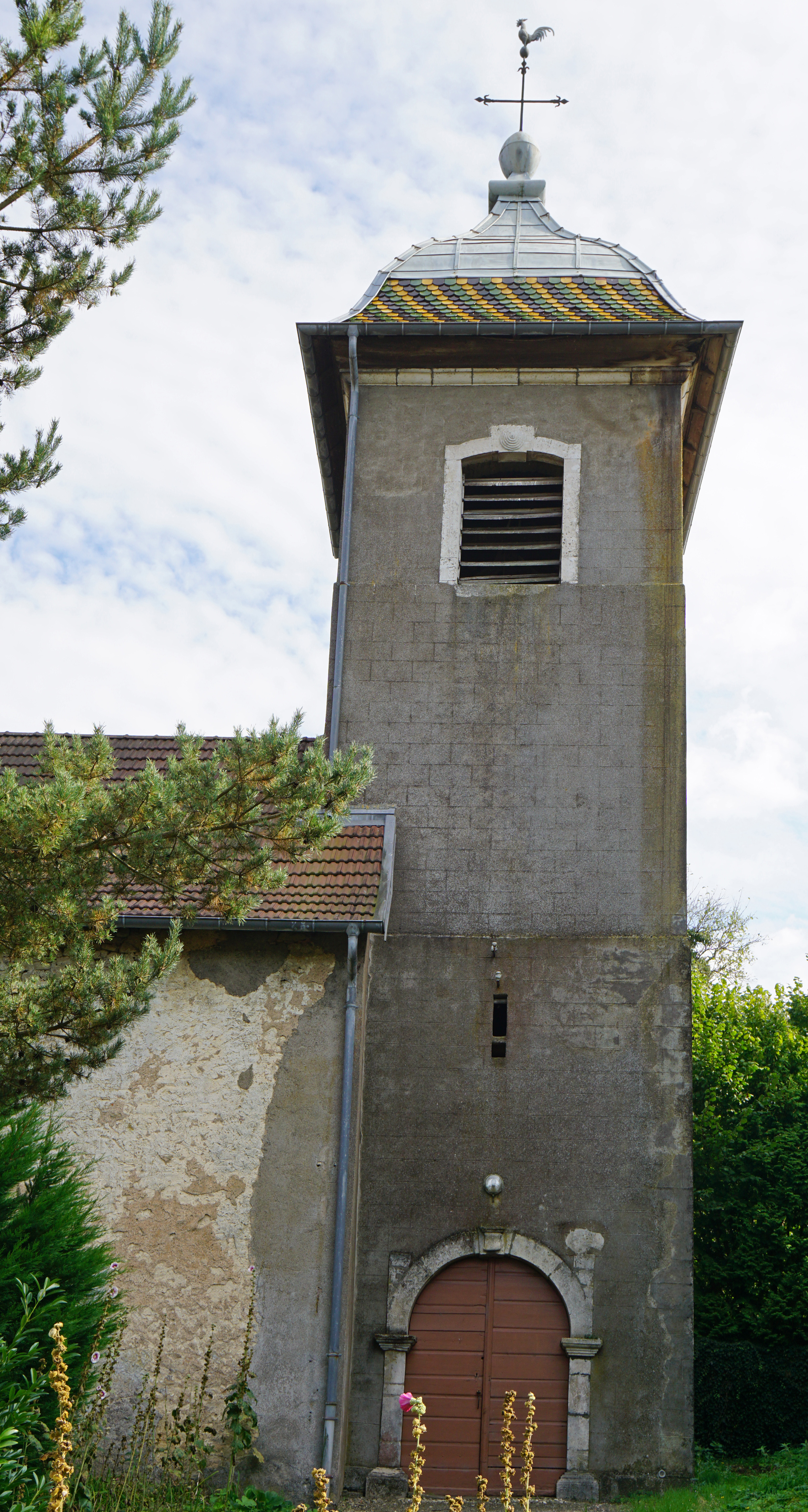
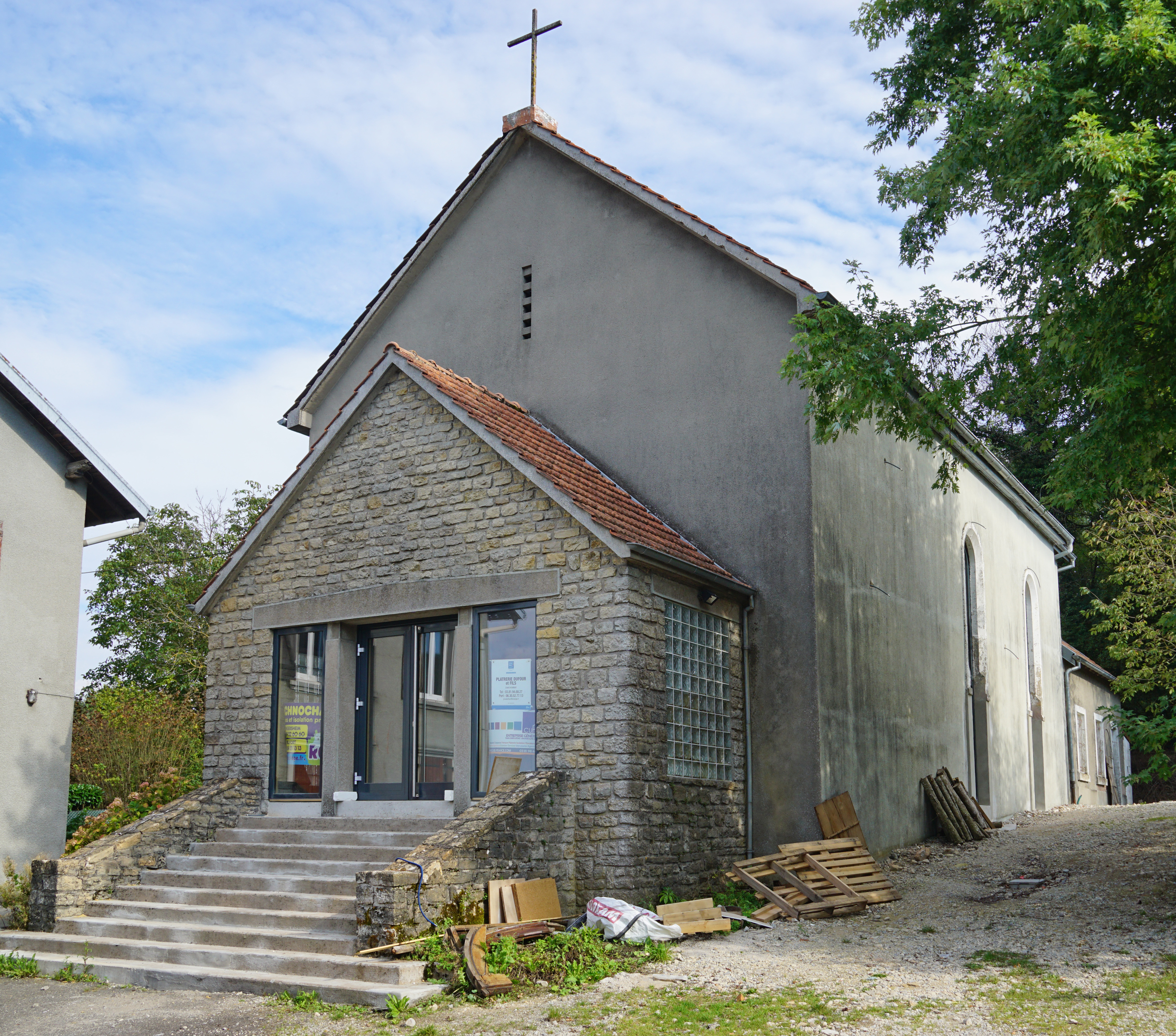
Ancienne église Saint-Germain.
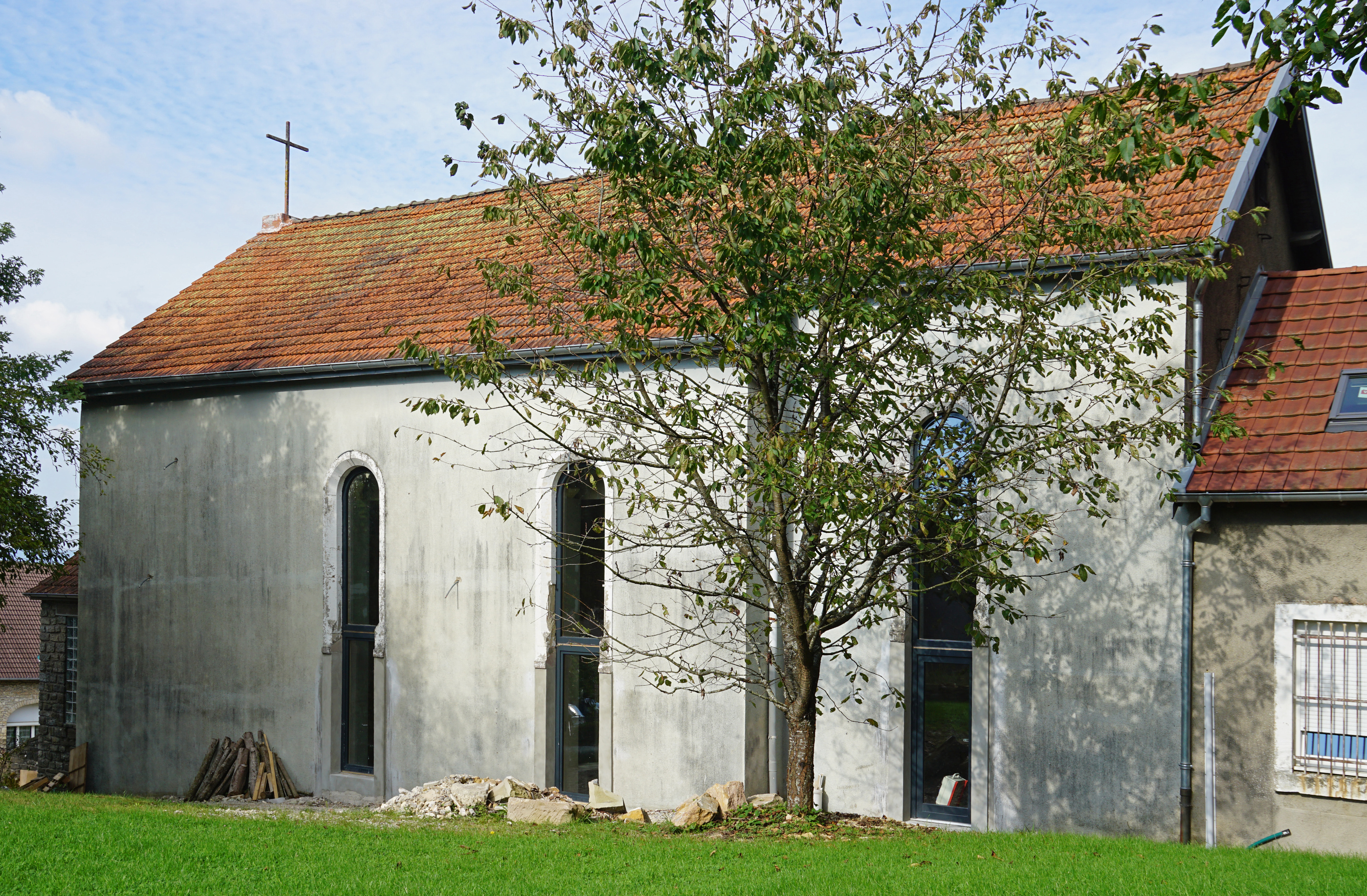

### Personnalités liées à la commune
- Marcel Durry (1895-1978), latiniste, professeur à la Sorbonne, né à Tavey.

### Héraldique
| Blason de Tavey | Blason  | Tiercé en pairle : Au 1er de sinople à la main bénissante de carnation, parée d'or et posée en pal, au 2e dor à trois demi-ramures de sable, posées en fasce, l'une au-dessus de l'autre, au 3e de gueules à deux bars adossés d'or ; à la filière de sable. |
| Blason de Tavey | Détails | Adopté par la municipalité. |